# Pestrille
Als Pestrille bezeichnet man zumeist senkrechte und nahezu parallel verlaufende Furchen im Mauerwerk von Kirchen und anderen sakralen Bauwerken.
Man nimmt an, dass sie entstanden, als Menschen aus Angst vor dem Schwarzen Tod (Pest) Steinstaub von den Mauern der Kirchen kratzten. Mit Wasser vermischt tranken sie diesen Staub in der Hoffnung, sich damit vor der Pest zu schützen.
Allerdings gibt es auch die Deutung, dass hier Waffen geschärft wurden (siehe: Wetzrille). 
Pestrillen (auch Pestfurchen oder Pestschaben) finden sich zum Beispiel an den Kirchen St. Aegidius (Wiedenbrück) und St. Marien Homberg (Efze) sowie an Kirchen in Brilon, Dülmen, Nordhorn, Uelsen,  St.Jacobi Perleberg und Veldhausen.

## Bildergalerie

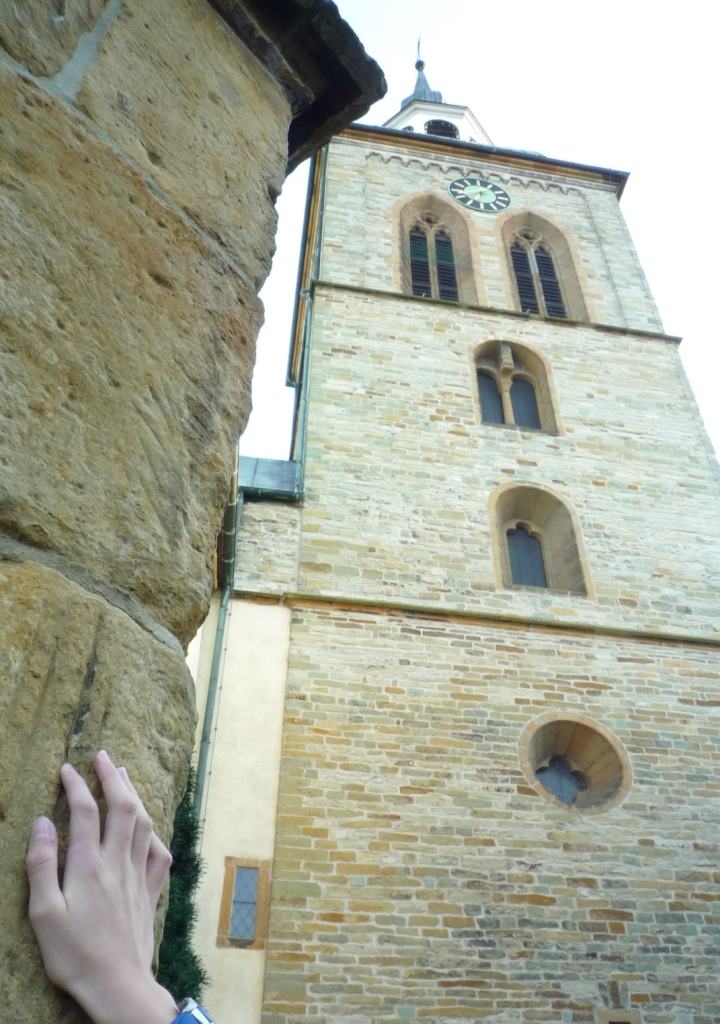
Pestrillen an der St.-Aegidius-Kirche Wiedenbrück, Nordseite
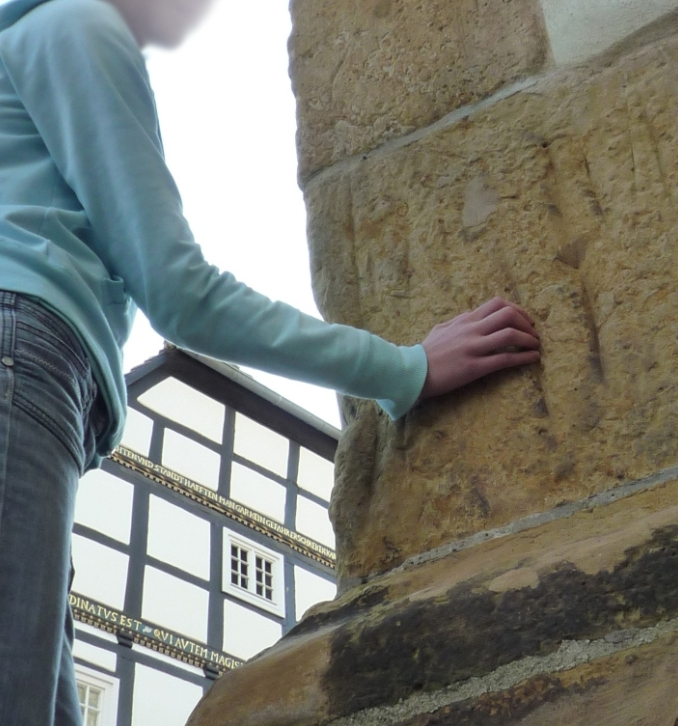
Pestrillen an der St.-Aegidius-Kirche Wiedenbrück, Südseite
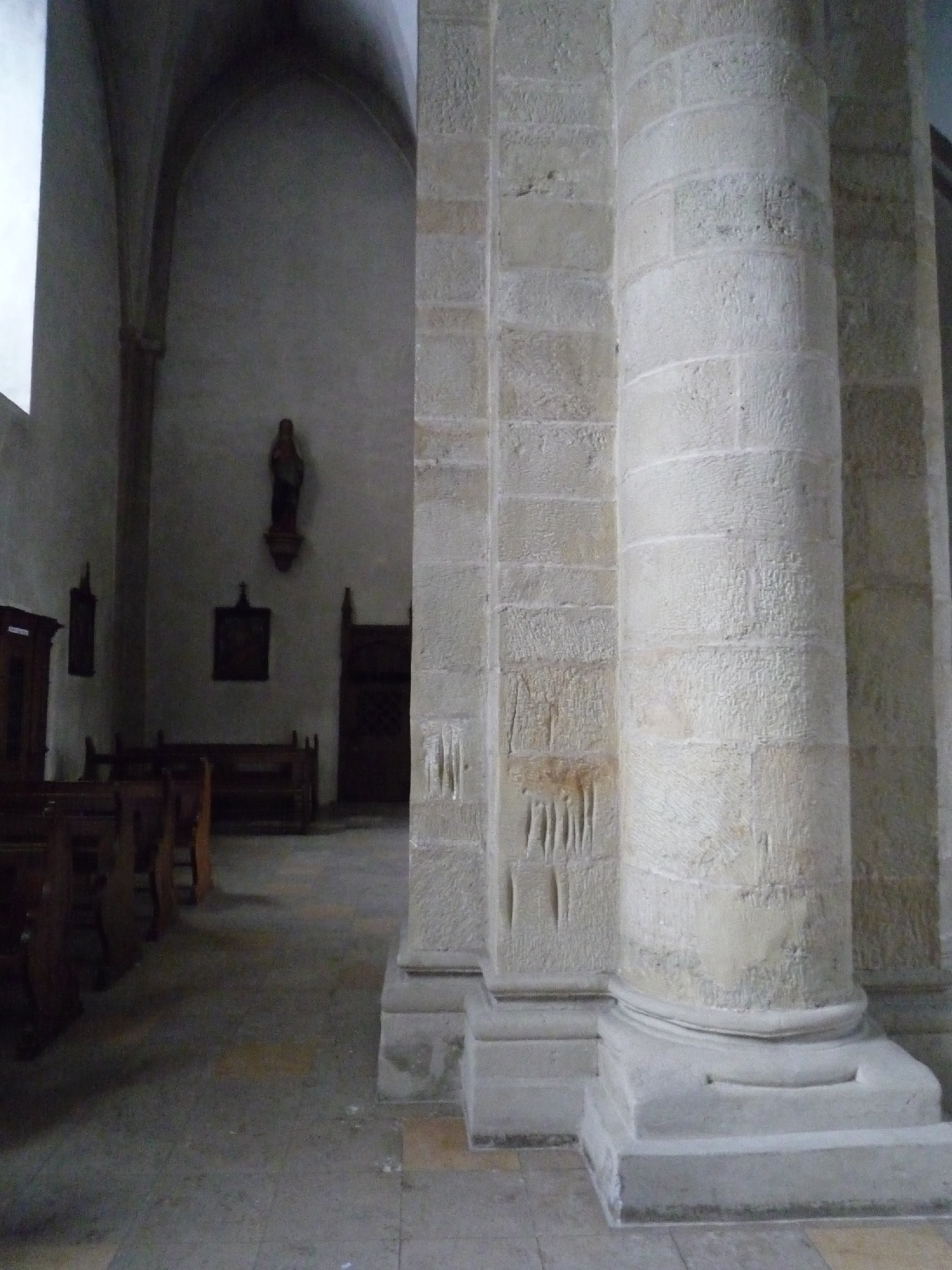
Propsteikirche St. Petrus und Andreas in Brilon
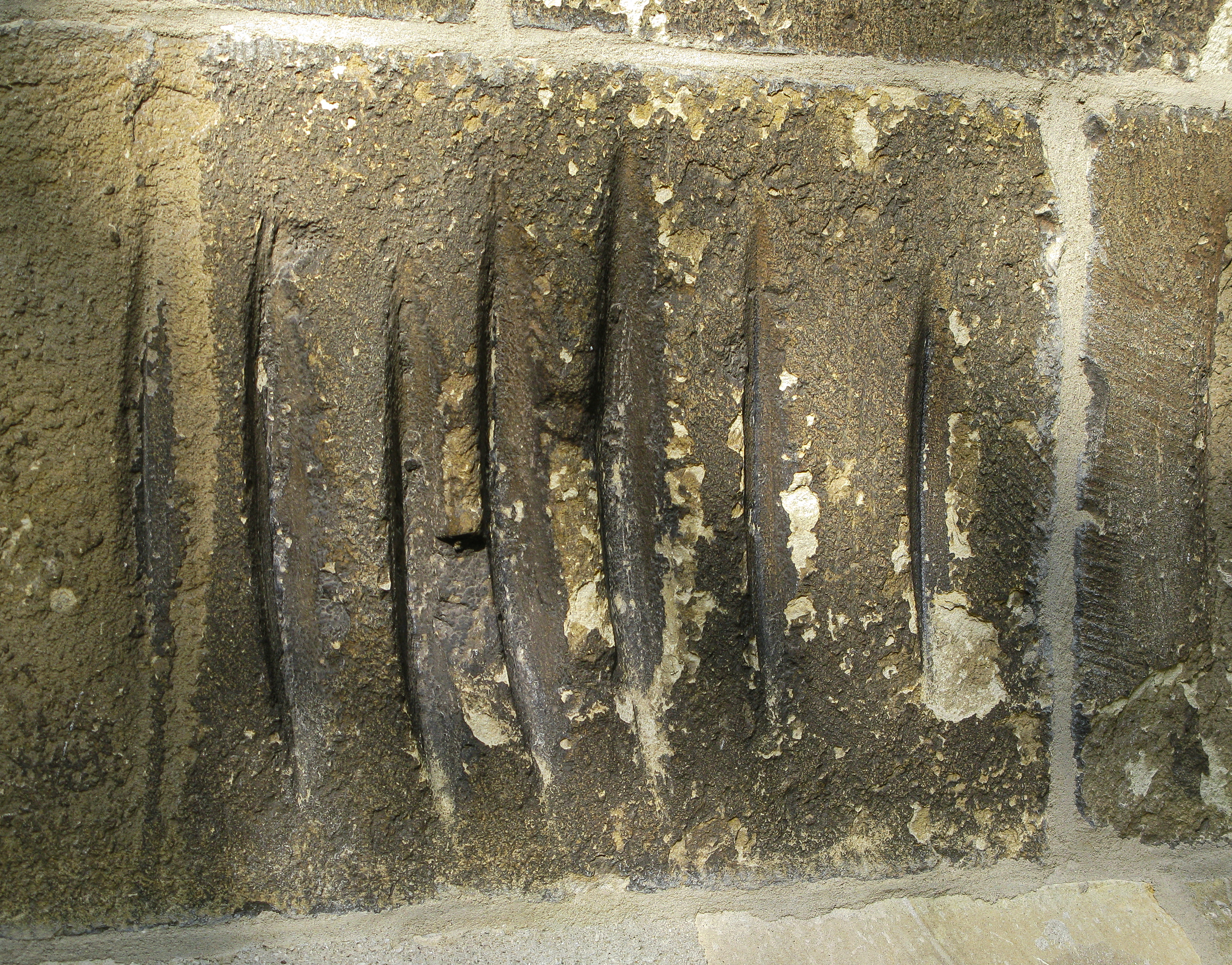
St.-Viktor-Kirche in Dülmen